# Viagogo
viagogo（ビアゴーゴー）は、スイス・ジュネーヴに拠点を置く各種チケットの個人売買仲介サイト及びその運営会社 (viagogo AG)。

## 概要
アメリカのチケット売買サイト「Stubhub」の創業者であるエリック・ベイカーが2006年にロンドンで創業。2012年にオーストラリアへ進出して以降、日本などのアジア圏へ拡大している。
いくつかの競技団体・運営団体とは正式にパートナーシップを結び「公認リセールマーケット」として運営しているものの、 イベント主催者との合意なく再版斡旋を行っているケースも少なくなく、さらには転売目的で購入されたチケットに高い付加価値をつけて再販斡旋する行為（いわゆる「ダフ屋行為」）や、入場できない（偽物の、或いは無効となった）チケットを再販斡旋する行為が行われているとしてヨーロッパの複数の国で法的規制の対象となっている。
日本でも viagogo について「出演アーティスト等の写真を掲載し、公式プレイガイドと誤認させるような形で転売仲介を行っている」「早く買わないと売り切れるかのように誤認させるような虚偽の時間表記を行う」「FAQページに転売されたチケットで確実に入場できるかのような記述を行っている」「キャンセルに応じない」などの行為が確認できたとして、消費者庁が「消費者の自主的かつ合理的な選択を阻害するおそれがある行為（虚偽・誇大な広告・表示及び不実告知）が確認された」との理由で2019年9月に消費者安全法の規定に基づきサイト名を公表して注意喚起を行っている。また、同時期に日本で開催されるラグビーワールドカップ2019の大会組織委員会は Stubhub や viagogo を「非公式チケット販売サイト」に指定し、同サイト経由で売買されたチケットの使用は認めないことを明言している。

## パートナーシップ
2016年8月時点の抜粋

### スポーツ
- バークレイズ・ATPワールドツアー・ファイナル（テニス）
- パリ・サンジェルマンFC（サッカー）
- 香港セブンズ（ラグビー）
- WWE（プロレス）

### 音楽
- ULTRA (EDM系フェスティバル)
- デザート・トリップ（Desert Trip ロック系フェスティバル）

### 日本国内の公式パートナー
- 鹿島アントラーズ[4]
- 日本バレーボール協会（平成27年度天皇杯・皇后杯全日本バレーボール選手権大会の公認リセールマーケットとして提携）[5]